# Panchito Riset
Francisco Hilario Riser Rincón, más conocido como Panchito Riset (La Habana, Cuba, 21 de octubre de 1910-Nueva York, 8 de agosto de 1988), fue un cantante y músico cubano, intérprete de boleros y otros géneros tropicales. Con una voz aguda, propia del estilo de tradición sonera, se apegó a la forma ingenua y clásica de interpretación propia del bolero de la década de los 30.

## Biografía
Nació el 21 de octubre de 1910 en el barrio de Atarés, ciudad Habana. Desde niño se interesó por el aprendizaje de la guitarra y el tres.
Debutó como cantante a mediados de los años 20 con el Septeto Esmeralda y más tarde formó parte del Sexteto Cauto, del Septeto Bolero y del legendario Sexteto Habanero. En 1928 cantó en el Sexteto Caney y en la Orquesta de Ismael Díaz. 
En 1933 conoció a Don Aspiazú, quien lo integró a su orquesta, reemplazando a Machín. En ese mismo año cantó por vez primera en Nueva York, con la orquesta Antobal’s Cubans, en el “Madison Royal”. También actuó en el “Cubanacán” Night Club.
Durante su etapa en Nueva York, formó parte de la orquesta de Xavier Cugat y la de Enrique Madriguera. 
En 1934, se presentó en Cuba con la orquesta de Eliseo Grenet. Luego, regresó a Nueva York donde grabó con el Cuarteto Caney, con el Grupo Victoria de Rafael Hernández y con el Cuarteto de Pedro Flores. 
En 1938 fundó su propia orquesta que se llamó La Conga con la que realizó presentaciones en California y en Nueva York .
Durante la Segunda Guerra Mundial, se alistó en el ejército estadounidense, sirviendo como artista y voluntario médico del 43 al 45. Al final de la guerra, retornó a Nueva York y se presentó en las carteleras de los principales centros nocturnos latinos como el “Versalles” o el célebre “Carnegie Hall” hasta finales de los cincuenta.
Falleció en Nueva York el 8 de agosto de 1988, a causa de arteriosclerosis múltiple.